# Michele Abruzzo
Michele Abruzzo, né à Sciacca le 29 décembre 1904 et mort à Catane le 17 novembre 1996) est un acteur italien.

## Biographie
Né à Sciacca, Michele Abruzzo fait ses débuts sur scène à l'âge de 12 ans. Considéré comme le successeur d'Angelo Musco, en 1958, il a été l'un des fondateurs du Teatro Stabile de Catane. Il a annoncé sa retraite en 1979, puis est revenu sur scène en 1989, à l'âge de 85 ans.

## Filmographie partielle
- 1938 : L'ha fatto una signora de Mario Mattoli
- 1953 : J'ai choisi l'amour (Ho scelto l'amore) de Mario Zampi
- 1957 : La trovatella di Pompei de Giacomo Gentilomo
- 1961 : Macaronis dans le désert (Pastasciutta nel deserto) de Carlo Ludovico Bragaglia : le major
- 1963 : La Mer à boire (Mare matto) de Renato Castellani
- 1965 : À l'italienne (Made in Italy) de Nanni Loy
- 1974 : Mon Dieu, comment suis-je tombée si bas ? (Mio Dio, come sono caduta in basso!) de Luigi Comencini
- 1975 : Il fidanzamento de Giovanni Grimaldi